# Anna von Płock
Anna (poln. Anna; * zwischen 1318 und 1325; † 16. Februar 1363) war eine polnische Prinzessin und schlesische Fürstin. Sie entstammte dem Adelsgeschlecht der masowischen Piasten und heiratete in die schlesischen Piasten ein.

## Leben
Anna war Tochter von Herzog Wacław von Płock von Masowien († 1336) und der litauischen Prinzessin Elisabeth von Litauen. 

## Ehe und Familie
1337 heiratete sie Heinrich V. von Glogau-Sagan. Mit ihm hatte sie die folgenden Kinder:
1. Heinrich VI. d. Ä. († 1393), Herzog von Sagan, Glogau und Crossen; ⚭ 1372 Hedwig († 1409), Tochter des Liegnitzer Herzogs Wenzel I.
2. Heinrich VII. „Rumpold“ († 1395), Herzog von Glogau, Sagan, Steinau und Guhrau
3. Heinrich VIII. († 1397), Herzog von Glogau und Sagan, ⚭ zwischen 1382 und 1388 Katharina († 1420), Tochter des Oppelner Herzogs Wladislaus II.
4. Anna († 1405), ⚭ 1361 den Troppau-Ratiborer Herzog Johann I. († 1382)
5. Hedwig († 1390), ⚭ 1. 1363 den polnischen König Kasimir des Großen († 1370); ⚭ 2. 1372 den Liegnitzer Herzog Ruprecht I. († 1409)